# Mociu
Mociu (Hongaars: Mocs) is een gemeente in Cluj. Mociu ligt in de regio Transsylvanië, in het westen van Roemenië. Bij de volkstelling van 2002 behoorde 17% van de bevolking bij de  Hongaarse minderheid in Roemenië.
De gemeente bestaat uit negen dorpen; Boteni (Botháza), Chesău (Mezőkeszü), Crişeni (Tótháza), Falca (Falka), Ghirişu Român (Mezőgyéres), Mociu, Roşieni (Bárányvölgy), Turmaşi (Tormásdűlő) en Zorenii de Vale.
Acht dorpen hebben een Roemeense bevolking terwijl het dorp Chesău (Mezőkeszü) een Hongaarse enclave is.
Steden met gemeentestatus: Cluj-Napoca · Turda · Câmpia Turzii · Dej · Gherla

Stad zonder gemeentestatus: Huedin

Gemeenten: Aghireșu · Aiton · Aluniș · Apahida · Așchileu Mare · Baciu · Băișoara · Beliș · Bobâlna · Bonțida · Borșa · Buza · Căianu · Călățele · Cămărașu · Căpușu Mare · Cășeiu · Cătina · Câțcău · Ceanu Mare · Chinteni · Chiuiești · Ciucea · Ciurila · Cojocna · Cornești · Cuzdrioara · Dăbâca · Feleacu · Fizeșu Gherlii · Florești · Frata · Gârbău · Geaca · Gilău · Iara · Iclod · Izvoru Crișului · Jichișu de Jos · Jucu · Luna · Măguri-Răcătău · Mănăstireni · Mărgău · Mărișel · Mica · Mihai Viteazu · Mintiu Gherlii · Mociu · Moldovenești · Negreni · Pălatca · Panticeu · Petreștii de Jos · Ploscoș · Poieni · Râșca · Recea-Cristur · Săcuieu · Săndulești · Săvădisla · Sânncraiu · Sânmartin · Sânpaul · Someșeni · Sic · Suatu · Tritenii de Jos · Tureni · Țaga · Unguraș · Vad · Valea Ierii · Viișoara · Vultureni